# 沃尔夫施塔尔
沃尔夫施塔尔是奥地利下奥地利州莱塔河畔布鲁克县的一个市镇。总面积21.77平方公里，总人口833人，人口密度38.3人/平方公里（2009年）。